# Frauenstein (Saksonia)
Frauenstein – miasto w Niemczech, w kraju związkowym Saksonia, w okręgu administracyjnym Chemnitz, w powiecie Mittelsachsen (do 31 lipca 2008 w powiecie Freiberg).

## Geografia
Frauenstein leży ok. 19 km na południowy wschód od miasta Freiberg.

## Współpraca
Miejscowość partnerska:
- Zell am Harmersbach, Badenia-Wirtembergia